# تيم سميث (سياسي)
تيم سميث (بالإنجليزية: Timothy Colin Smith)‏ هو مجدف وسياسي أسترالي، ولد في 15 أكتوبر 1983 في ملبورن في أستراليا. حزبياً، نشط في حزب أستراليا الليبرالي (الفرع الفيكتوري) ‏. وقد انتخب عضو الجمعية التشريعية فيكتوريا عن دائرة Electoral district of Kew ‏ (29 نوفمبر 2014 – ).

## روابط خارجية
- تيم سميث على موقع الاتحاد الدولي للتجديف (الإنجليزية)